# Atresia-multiplex-congenita-Syndrom
Das Atresia-multiplex-congenita-Syndrom ist eine seltene Form der Darmatresie, bei der mehrere Atresien im Magen-Darm-Trakt vorliegen. Meist ist der Magenausgang (Pylorusatresie) und der Dünndarm (Dünndarmatresie) betroffen, selten auch der Dickdarm (Kolonatresie) oder der Enddarm.
Synonyme sind: Multiple intestinale Atresie; Polyatresie, intestinale; lateinisch Atresia multiplex congenita; englisch Gastrointestinal defects and immunodeficiency syndrome
Die Erstbeschreibung stammt vermutlich aus dem Jahre 1957 durch B. Gumbel.

## Verbreitung
Die Häufigkeit wird mit unter 1 zu 1.000.000 angegeben, die Vererbung erfolgt autosomal-rezessiv.

## Ursache
Der Erkrankung liegen Mutationen im TTC7A-Gen auf Chromosom 2 Genort p21 zugrunde, welches für das TPR domain-containing Protein TTC7A kodiert.
Anscheinend spielt der Gendefekt auch eine Rolle im Immunsystem.

## Klinische Erscheinungen
Klinische Kriterien sind:
- Manifestation im Neugeborenenalter
- Hydramnion
- Erbrechen nach Geburt
- aufgetriebenes Abdomen
- kein Mekonium-Abgang
- Mikrokolon

## Diagnose
Im Röntgenbild können intraluminale Verkalkungen nachgewiesen werden. Bereits intrauterin können in der Sonografie hinweisende Veränderungen gefunden werden.
Eine Klassifikation kann erfolgen, wie unter Darmatresie#Klassifikation beschrieben.

## Therapie
Die Behandlung erfolgt operativ. Je nach Ausmaß der Läsionen besteht das Risiko eines Kurzdarmsyndromes.

## Prognose
Die Prognose ist ungünstig, viele Betroffene sterben meist in den ersten Lebenswochen.